# 유로시티 익스프레스
유로시티 익스프레스(EuroCity Express, 약칭 ECE)는 2021년 현재 2개 노선을 운행하는 도이체 반에서 판매하는 유로시티(Eurocity) 열차의 범주이다. 새로 도입된 국제 고속열차 서비스를 기존의 유로시티보다 더 높은 범주인 인터시티 익스프레스(Intercity-Express)와 동등한 등급으로 분류하기 위해 만들어졌다.

## 역사

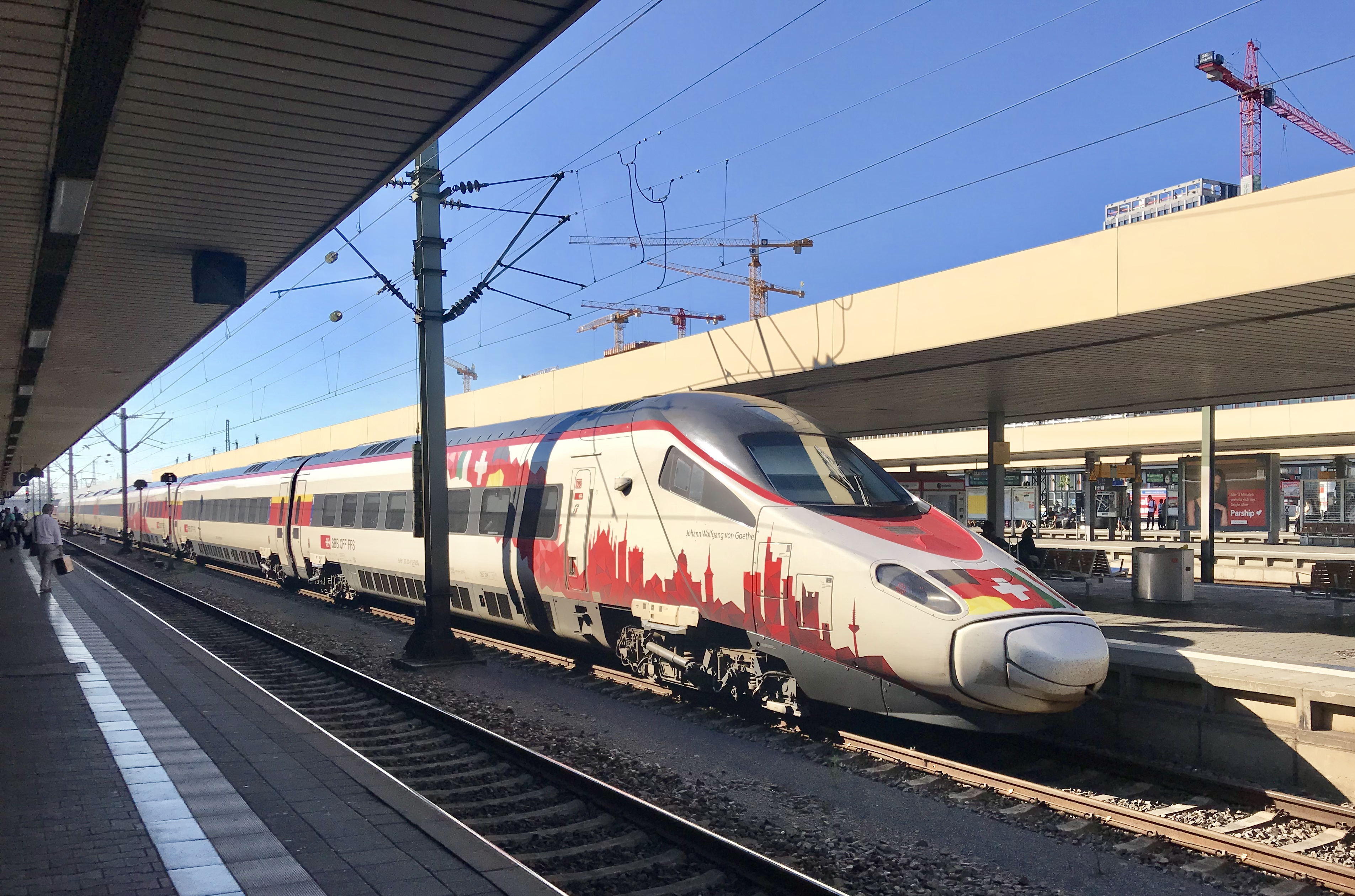
만하임 중앙역의 ECE451

스위스 연방 철도의 ETR 610으로 운영되는 프랑크푸르트-밀라노 연결은 도이체 반에 따르면 ICE와 같은 여행 시간과 편안함을 제공하기 때문에 기차 카테고리는 2017년 12월 10일 시간표 변경으로 새로 생성되었다. 열차는 두 번째로 높은 열차 범주에서만 EC로 분류되었기 때문에 새로운 유로시티 익스프레스 범주는 요금 측면에서 ICE와 동일한 ICE에 따라 만들어졌다.
2020년 12월 13일 시간표 변경으로 ETR 610 "Astoro"가 운영하는 ECE 열차가 뮌헨과 취리히 사이의 부분적으로 새로운 전기 노선에서 서비스를 시작했다. 중기적으로 독일 연방 교통부 장관인 안드레아스 쇼이어는 이러한 연결을 “트랜스 유럽 익스프레스 2.0”의 개념에 통합하는 것을 목표로 하고 있다.

## 운행

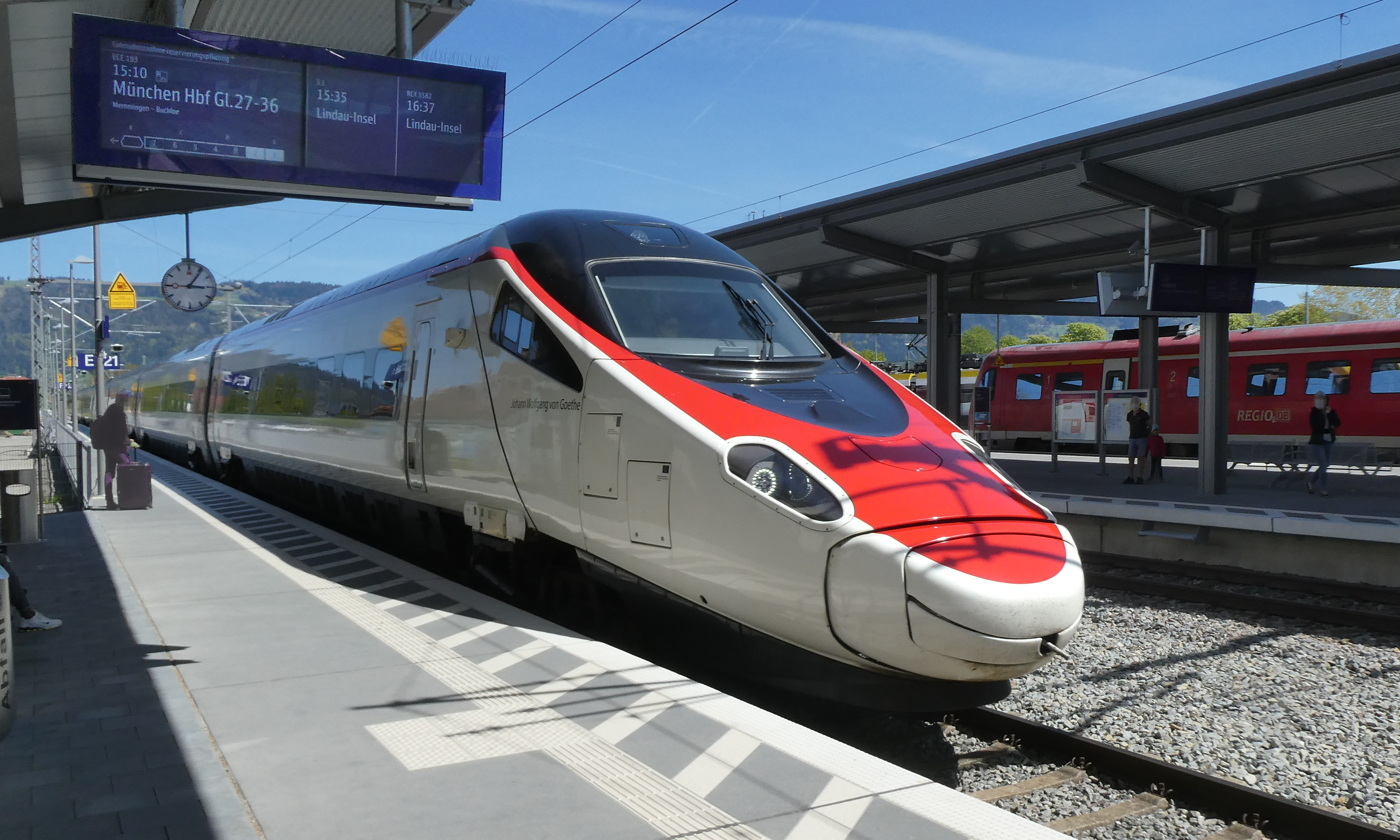
린다우-로이틴역의 SBB's ETR 610

### 프랑크푸르트-밀라노
2017년에 도입된 첫 번째 ECE 노선은 프랑크푸르트 중앙역에서 만하임, 카를스루에, 프라이부르크, 바젤을 거쳐 밀라노 중앙역까지 운행한다. 기차는 독일(프랑크푸르트 중앙역에서 바젤 바디셔역까지)에서만 ECE로 운영된다. 스위스와 이탈리아의 기차 유형은 유로시티이다. 시간표 면에서 이것은 EC 밀라노 중앙역-바젤 SBB를 북쪽으로 확장한 것이다.

### 뮌헨-취리히
뮌헨과 취리히 간 서비스는 2020년 12월 시간표 변경으로 시작되었다. SBB 및 ÖBB와 협력하여 매일 6쌍의 ECE 열차가 제공된다. 브흘로에-린다우 철도의 겔텐도르프-린다우 구간의 전철화로 인해 이 노선의 출시가 가능해졌다. 이전에는 매일 4대의 유로시티 열차 쌍이 연결을 통해 운행되었으며, 그중 3대는 현재 ECE의 경우와 같이 메밍겐을 경유하고, 한 쌍은 켐프텐을 경유한다. 후자의 경로는 켐프텐을 경유하는 선이 전철화되지 않았기 때문에 전환과 함께 제거되었다. 바젤 SBB에 대한 구간도 중단되었다. 이전의 EC는 린다우의 종착역까지 갔지만, ECE는 장거리 경유역인 린다우-로이틴역만 운행한다.

## 설비
스위스 연방 철도(SBB)의 알스톰 ETR 610("Astoro")이 사용된다. SBB의 RABe 503 022는 2017년 11월 17일 바젤 SBB역에서 최초의 ECE 연결 개시를 위해 3개국 설계로 지정되었으며, ‘요한 볼프강 폰 괴테’라는 이름이 지정되었다. SBB의 알스톰 ETR 610 열차도 틸팅 기술을 탑재하여 뮌헨-취리히 노선에서 운행되고 있다.

## 요금체계
독일에서 기차는 ICE 요금으로 책정된다. 반면 이탈리아에서는 정규 유로시티로 판매된다. 스위스는 일반적으로 열차 종류에 따른 요금 차이가 없다. 이탈리아로 가는 국경을 넘는 교통의 경우 운임에 좌석 예약이 포함된 글로벌 운임도 적용된다.